# Method Acting
Als Method Acting (englisch, auch the Method ‚die Methode‘) bezeichnete Lee Strasberg eine auf der Lehre Konstantin Stanislawskis beruhende Methode, die Schauspielerei zu erlernen. Es handelt sich um eine US-amerikanische Variante des Naturalismus im Schauspiel. Der Schauspieler arbeitet dabei mit Erinnerungen an eigene Erlebnisse und mit Entspannungstechniken.

## Vorgeschichte
Seit dem New Yorker Gastspiel Stanislawskis mit seinem Moskauer Künstlertheater im Januar 1923 galt seine Methode für viele der dortigen Bühnendarsteller als zukunftsweisend. Seinem in die USA ausgewanderten Schüler Richard Boleslawski gelang es im Juni 1923, das Lab Theatre zu gründen, das für Jungschauspieler in New York City wie Lee Strasberg oder Stella Adler zur Grundlage einer neuen Schauspielkunst wurde. Als Lehrerin stand ihm die Schauspielerin Maria Ouspenskaya zur Seite, die mit Stanislawski nach New York gekommen war und die Gelegenheit zur Emigration genutzt hatte.
Strasberg, Adler, Sanford Meisner, Cheryl Crawford und andere Anhänger des Stanislawski-Systems wirkten seit 1931 im Group Theatre. Stella Adler reiste kurzzeitig nach Paris, um bei Stanislawski persönlich Unterricht zu nehmen, und kam 1934 nach New York zurück. Sie wirkte ebenfalls als Schauspiellehrerin, was zu Rivalitäten mit Strasberg führte, der nie von Stanislawski unterrichtet worden war.
1947 gründete Strasberg mit Crawford, Robert Lewis und Elia Kazan die Schauspielwerkstatt Actors Studio, die zu einem wichtigen Anziehungspunkt für angehende Bühnen- und Filmschauspieler sowie für Dramatiker wurde. Weltweit berühmt wurde der Ansatz des Method Acting Anfang der 1950er Jahre mit den ersten Erfolgen Marlon Brandos in Endstation Sehnsucht und Der Wilde.

## Method Acting nach Strasberg
Strasberg publizierte mehrere Texte zu seiner Lehrmethode, die er aber nie als eigene Erfindung ausgab, sondern stets auf Stanislawski zurückführte. Von Stanislawski selbst waren bis in die 1950er Jahre aufgrund der Zurückhaltung der sowjetischen Machthaber nur wenige schriftliche Zeugnisse erhältlich.
Im Unterschied zu Stanislawskis Texten wirken Strasbergs Schriften knapper, methodischer und zielgerichteter. Er definierte das Schauspielen nicht als Talent zur „Nachahmung“ oder „Exhibitionismus“, sondern als „Fähigkeit, auf imaginäre Stimuli zu reagieren“. Daher gliederte er den Schauspielunterricht in Entspannungs- und Erinnerungsübungen. Der Schauspieler solle sich vier Fragen über seine Figur und ihre gegenwärtige Situation stellen.
1. Wer sie ist.
2. Wo sie ist.
3. Was sie dort tut (Handlung und Absicht).
4. Was geschehen ist, bevor sie dorthin kam (gegebene Umstände).[2]

Durch Entspannungstechniken ist laut Strasberg die Konzentrationsfähigkeit zu steigern. Um zu einem innerlichen Erleben der gespielten Situationen zu kommen, sind Erinnerungen an eigene Erlebnisse zentral, die der gespielten Situation nahekommen. Die Emotionen dürfen nicht flüchtig bleiben, sondern müssen beherrscht und wiederholbar gemacht werden. Dies geschieht im Wechselspiel zwischen bewusster Vorbereitung und unbewusster Spontanität. Strasberg unterschied dazu drei Arten der Erinnerung:
1. Affective Memory ist das Wiedererleben einer vergangenen Erfahrung, ausgelöst durch einen Stimulus (dessen Entdeckung er dem Psychologen Théodule Ribot zuschrieb und mit Iwan Petrowitsch Pawlow und Sigmund Freud in Verbindung brachte). Diese Art Gedächtnis trainiert der Schauspieler, um Situationen wiederholbar zu machen (siehe bedingter Reflex).
2. Sense Memory ist die Erinnerung an eine Situation durch begleitende Sinneseindrücke, wie etwa das Geräusch des Regens oder Gerüche.[3]
3. Emotional Memory ist die Erinnerung an komplexe Gefühle und damit die höchste Stufe des schauspielerischen Erinnerns, während sich Sense Memory eher auf einfache Wahrnehmungen wie Wärme oder körperlichen Schmerz bezieht.

Affective Memory wird oft gleichbedeutend mit Emotional Memory gebraucht, obwohl Strasberg einen Unterschied macht und den letzteren Begriff auf Stanislawskis Spätwerk bezieht. Der Begriff steht bei Strasberg oft generell für eine Technik des Erinnerns, die dem Behaviorismus nahesteht, aber darüber hinaus ein originelles Moment der künstlerischen Inspiration habe. Ferner betonte Strasberg, dass die Schauspieltechnik in Theater und Film grundsätzlich dieselbe sei, und verwies dabei anerkennend auf Charlie Chaplin oder Laurence Olivier.

### Private Moment
Als Hindernis für den Schauspieler betrachtete Strasberg dessen Bewusstsein, vor einem Publikum zu stehen und sich (gesellschaftlich) verhalten zu müssen oder zu wollen. So verlieren die Emotionen seiner Auffassung nach ihre Frische und Glaubwürdigkeit. Daher erfand er Übungen, die dem Schauspieler helfen sollten, das Publikum zu vergessen und sich stärker auf sich selbst zu konzentrieren. Eine davon nannte er Private Moment. Dabei wird ein privates Verhalten (das für Strasberg nicht gleichbedeutend war mit dem bloßen Alleinsein) in Erinnerung gerufen und öffentlich wiederholt. – Strasberg musste sich häufig gegen Vorwürfe verteidigen, dass auf diese Weise der Voyeurismus des Publikums bedient werde.

### Song-and-dance exercise
In der Blütezeit des Musical Play in den 1940er Jahren unterrichtete Strasberg oft Musicaldarsteller, die Gesang und Tanz mit authentischem Schauspiel verbinden sollten. Um zu verhindern, dass Gesang und Tanz zu äußerlichen Routinehandlungen wurden, zerhackte er die musikalischen und tänzerischen Abläufe, bis der Darsteller völlig auf sich selbst zurückgeworfen war. Dies nannte er Song-and-dance exercise.

### Das Bewusste, Unbewusste und Unterbewusste
Lee Strasberg schreibt in seinem Aufsatz Der Schauspieler und er selbst (1965), dass die Wirklichkeit das Material des Schauspielhandwerks sei. Das Ergründen der bewussten und unbewussten Prozesse ist ein zentraler Bestandteil von Strasbergs Ansatz, weil sich der Schauspieler in diesem Spannungsfeld befindet und einen Weg zum freien Ausdruck finden muss:

„Die Arbeitsbedingungen des Schauspielers erfordern, daß er im voraus weiß, was er tun wird, während die Kunst des Schauspielers es erfordert, daß es so aussieht, als wisse er das nicht.“

Strasberg glaubt, dass der Schauspieler einen Menschen nicht nachzuahmen brauche, da er aus sich selbst heraus kreativ sein könne. Er ist zugleich Material und Wirklichkeit. Aus dieser Verbindung leitet Strasberg eine Psychologie der Imagination und Konzentration ab.
Strasbergs Ansatz lehnt sich an Sigmund Freuds Konzept der Psychoanalyse an. Analog zu Freuds Methode, Menschen über ihre Leiden und die damit verbundenen Erlebnisse berichten zu lassen, fördert Strasberg das Sprechen über das Selbst, die Introspektion und das Zugänglichmachen von un- oder vorbewussten Inhalten.

„Die Phantasie, das Unbewußte und das Unterbewußte anzuregen, ist das stärkste Mittel der künstlerischen Arbeit.“

Weitere Begriffe Strasbergs, die sich an Freud orientieren, sind Phantasie, Wunsch, Affekt, Trieb oder Sexualität. Strasberg meint, dass der Schauspieler im Wesentlichen etwas Erfundenes spiele, also einen Traum: ein Begriff, der ebenfalls mit Freud in Zusammenhang gebracht werden kann (Die Traumdeutung, 1899). Im Gegensatz zur Realität muss der Schauspieler immer wieder auf imaginäre Reize reagieren, und dies noch ausdrucksstärker als in der Realität. Die anscheinend sinnlosen, vergessen geglaubten Dinge sind es, die ihn dazu bringen können, etwas zu ersinnen, das un- oder unterbewusst bereits vorhanden und dem Spiel förderlich ist.

„Der Schauspieler muß voll und ganz an das glauben, was er auf der Bühne denkt und sagt.“

Während der Verfremdungseffekt im Sinn von Bertolt Brecht zeigen soll, dass der Schauspieler nicht hinter zwiespältigen Figuren steht, die er zu spielen hat, verlangt Strasberg einen radikalen Glauben an die eigene Darstellung. Dies muss sich nicht widersprechen, weil es Strasberg um die Identifikation mit dem Text des Autors geht, nicht um die Identifikation mit zweifelhaften Charakteren. So führt er am Beispiel der Uraufführung von Mutter Courage und ihre Kinder (1941) aus, dass es Brecht als Regisseur gar nicht um Distanz des Schauspielers von seiner Figur gegangen sei, sondern um eine glaubwürdige Darstellung des Zwiespältigen.

## Nachwirkung
1951 bis 1982 blieb Strasberg der künstlerische Leiter des Actors Studios. Er war der Einflussreichste, aber nicht der Einzige, der auf Stanislawskis Lehre aufbaute. Marlon Brando oder Robert De Niro, die oft mit dem Method Acting in Verbindung gebracht werden, hatten auch im Stella Adler Studio of Acting Schauspielunterricht.
Auch Strasbergs ehemaliger Weggefährte Sanford Meisner entwickelte seine eigene Schule. Adler und Meisner warfen Strasberg vor, dass er Stanislawskis spätere Entwicklung nicht mitbekommen habe, weil er seinerzeit nur mit Schauspiellehrern der älteren Generation in Kontakt gekommen sei.
Die reduzierte Interaktion mit dem Publikum und die Betonung der vierten Wand machten das Method Acting zur geeigneten Grundlage für das Filmschauspiel, führten im Theater der 1960er-Jahre aber auch zu heftigen Gegenreaktionen wie den Performance-Konzepten von Richard Schechner. Eine Weiterentwicklung des Method Acting speziell für Filmschauspieler seit den 1970er Jahren stammt von Eric Morris.
Unter Method Acting werden oft die Milieustudien Robert de Niros zur Vorbereitung auf seine Rollen (und öfter noch seine Gewichts-Zu- und -Abnahme für bestimmte Figuren) verstanden. Im engeren Sinn hat dies nichts mit Method Acting zu tun (sondern entspricht eher einer Weiterentwicklung des Delsartismus, wie er hauptsächlich über Steele MacKaye in die USA gelangte). Strasberg betonte, dass ein Schauspieler oft jahrelangen Abstand zu Erinnerungen haben müsse, um sie beherrscht einsetzen zu können.